# А. Х. Таммсааре
А. Х. Та́ммсааре, также А́нтон Та́ммсааре (псевдоним; известен также псевдоним А. Ханзен-Таммсааре и др.; настоящее имя Антон Ханзен; эст. A. H. Tammsaare, 30 января 1878, деревня Ветепере, Альпская волость, Эстляндская губерния, Российская империя — 1 марта 1940, Таллин, Эстония) — эстонский писатель, представитель критического реализма.

## Биография

### Детство и юность
Антон Ханзен родился 30 января 1878 года на севере Эстонии, на хуторе Таммсааре-Пыхья в Альпской волости (ныне волость Албу) в крестьянской семье. Незадолго до этого родители купили хутор в долг, на выплату которого ушло несколько лет. Название родного хутора писатель позже сделал своим литературным псевдонимом.
Двое из двенадцати детей супругов Ханзенов умерли во младенчестве. Антон родился четвёртым.
Родители с раннего детства уделяли много внимания религиозному воспитанию и музыкальному образованию детей. У матери был хороший голос, она знала немало народных песен. Дети обучались игре на каннеле. Антон оказался самым способным к музыке и отец купил ему скрипку. Некоторое время будущий писатель даже мечтал стать профессиональным музыкантом.
В восьмилетнем возрасте Антон Ханзен поступил в волостную школу в деревне Прюмли, в десяти километрах от хутора. Его учителем стал Антс Тисс, человек необычайно трудолюбивый, который старался передать своим ученикам все знания, которыми владел. Уже в это время Антон начал писать стихи.
В 1892 году Антон смог продолжить своё образование в приходской школе в Вяйке-Маарья, которую возглавлял поэт и переводчик Якоб Тамм. Он подарил всем своим ученикам сборник своих стихов «Пробудившиеся голоса». Многие стихи Тамма Антон выучил наизусть. Он на всю жизнь запомнил литературные наставления своего учителя: писать ясно, естественно и просто. В Вяйке-Маарья Антон Ханзен встречал и других поэтов. Всё это способствовало тому, что интерес Ханзена к литературному творчеству стал перерастать в устойчивое увлечение.
В 1898 году, окончив школу, Ханзен отправляется в Юрьев (ныне Тарту), чтобы продолжить учёбу в частной гимназии Хуго Треффнера, в которой начал свою литературную деятельность. Это училище было интересно тем, что туда можно было поступить в любом возрасте и с любой подготовкой. В гимназии был многочисленный и пёстрый состав учеников: там учились как богатые, так и бедные. Это была поистине редкая галерея типов для будущего писателя, впоследствии Таммсааре изобразил её во втором томе своей эпопеи «Правда и справедливость».
Чтобы иметь возможность платить за обучение, Антон выполнял различные работы по дому, на кухне, а также проводил уроки в подготовительном классе.
Выпускные экзамены на аттестат зрелости Антон Ханзен сдавал в 1903 году в Нарвской гимназии. К этому времени он уже опубликовал 20 своих рассказов.

### Газета «Вестник»
С 1903 года писатель работал в редакции ревельской газеты «Вестник». Это было время предшествовавшего революции 1905 года подъёма общественной мысли и активности, которое характеризовалось прежде всего стремительным распространением революционных идей и сплочением рабочего класса. Здесь он познакомился с известными деятелями эстонской культуры — Э. Вильде, А. Лайкмаа и другими. Главным редактором газеты был Константин Пятс, в будущем ставший президентом Эстонской Республики. В творчестве Таммсааре также нашли своё отражение события 1905—1907 годов, особенно — жёсткое подавление революции.
Газета «Вестник», выходившая с 1901 года, отдавала приоритет экономическим интересам трудового люда и явилась выразителем интересов поднимающейся эстонской нации. В этой газете увидели свет многие рассказы молодого автора, включая «Знаменательный день», «Это верно», «Ради спасения», «Газетчица номер семнадцать» и другие.
Уже в самом начале литературной деятельности Таммсааре проявил себя как аналитик и летописец эстонского общества. Его герои — простые люди, крестьяне, бобыли, арендаторы. В повседневной жизни возникают конфликты то между мужем и женой, то между родителями и детьми, то враждуют соседи. Рассказы Таммсааре по манере изложения близки к повествованию мудрых народных сказителей прошлого.
В 1907 году газета была закрыта. Вскоре после этого Таммсааре поступил на юридический факультет Юрьевского университета, где проучился четыре года.

### На Кавказе
Весной 1911 года, во время сдачи государственных экзаменов, у него был выявлен туберкулёз лёгких, а позже и язва. Он вынужден был прервать учёбу и уехать лечиться на Кавказ, в санаторий в Сочи, где провёл два года (1912—1913). В это время он пишет очерки об эстонских переселенцах на Кавказ, философскую повесть «Мальчик и бабочка» и роман «Хозяин усадьбы Кырбоя», а также переводит на эстонский язык произведения Достоевского. В посёлке Эсто-Садок вблизи Сочи в настоящее время открыт Дом-музей писателя.

### Первая мировая война
Во время первой мировой войны писатель жил в северной Эстонии, в лесной деревне Койтъярве, внимательно следя за военными событиями. В эстонских газетах того времени печатались его антивоенные статьи, в которых писатель обличал бессмысленность и бесчеловечность империалистической войны. Его антивоенная публицистика представляет собой идейную параллель работам тех европейских писателей, которые на протяжении всей войны оставались на антимилитаристских позициях. Антивоенные выступления Антона Таммсааре публиковались в газетах, выходивших на эстонском языке, и поэтому не вызвали такого резонанса, как статьи немецких или французских писателей-антимилитаристов.

### Период активного творчества
В 1919 году Антон Таммсааре вернулся в Таллин и женился на Кэте-Амали Вельтман. Здесь вскоре наступает высший период его творчества, он становится одним из наиболее выдающихся эстонских прозаиков. Он защищал демократические и гуманистические идеалы, рассматривал наступление фашизма как кризис и гибель демократии, что может стать роковым для культурного развития всего человечества. По возвращении на родину он пишет романы «Новый Нечистый из пекла», «Жизнь и любовь», «Я любил немку». Вершиной творчества Таммсааре стал пятитомный роман «Правда и справедливость».
Жизнь писателя оборвалась 1 марта 1940 года от сердечного приступа за письменным столом в его рабочем кабинете в Кадриорге. Похоронен в Таллине на Лесном кладбище.

### Память
В 1978 году общественность отмечала 100-летие со дня рождения писателя. В центре Таллина у Театра оперы и балета «Эстония» был открыт памятник, авторами которого стали скульптор Яак Соанс и архитектор Ранто Лупп. Памятник находится в парке Таммсааре парк А.Таммсааре, капитально реконструирован в 2018 году.
- В Таллине есть улица А. Х. Таммсааре и бизнес-центр «Таммсааре».
- Именем Таммсааре названа улица в Тарту.
- В Пярну есть бульвар А. Х. Таммсааре.

Портрет Таммсааре изображен на купюре номиналом 25 эстонских крон.
Вошёл в составленный в 1999 году по результатам письменного и онлайн-голосования список 100 великих деятелей Эстонии XX века.

## «Правда и справедливость»
«Правда и справедливость» (эст. «Tõde ja õigus») — пенталогия, считающаяся самой известной работой Антона Таммсааре.
Ещё в молодости, учась в гимназии, Антон Ханзен мечтал о том, чтобы у эстонцев была национальная эпопея о крестьянской жизни, подобная «Войне и миру» Льва Толстого у русских. Спустя много лет, в 1926 году, увидела свет первая книга пятитомной эпопеи «Правда и справедливость». С этим произведением Антон Таммсааре стал известен каждому эстонцу как мыслитель, философ, исследователь, художник-созидатель. Он стал самым читаемым писателем Эстонии. В 1933 году был издан последний, пятый том. Первый том эпопеи посвящен сложной жизни Андреса Пааса и его семьи на ферме Варгамяэ с 1872 по 1896 гг. Главный герой второй и третьей части, Индрек Паас (сын Андреса), переезжает из фермы в город, становится свидетелем восстаний и переворотов, пытается найти счастье в браке и в образе жизни среднего и высшего классов, но возвращается к своим корням для нового начала. В четвертом томе дана широкая панорама жизни Таллина 20-х годов. Герои пятой части возвращаются к истокам, в Варгамяэ.
Антон Таммсааре говорил, что разные части пенталогии рассказывают о разных «сделках» человека. Первая часть рассказывала об отношении к земле, вторая — к Богу, третья — к государству и обществу, четвёртая — к самому или к самой себе, пятая — к покорности.
Полный перевод эпопеи на русский язык был издан в 1967—1968 гг. в составе Собрания сочинений Таммсааре в 6 томах: — 1) Варгамяэ — том 1; — 2) Индрек I и 3) Индрек II — том 2; — 4) Любовь Карин — том 3; — 5) Возвращение — том 4. В 1998 г. первые две части были переизданы в Москве.
«Правда и справедливость» впервые переведена на английский язык и опубликована издательством Haute Culture Books в 2014 году (первая часть «Андрес и Пэару»). Полностью пенталогия была издана на немецком, французском, латышском и чешском языках. Первая часть пенталогии была также переведена на финский, польский, венгерский языки.

## Наиболее известные произведения
- 1902 — «Kaks paari ja üksainus»
- 1903 — «Vanad ja noored» — «Старики и молодые»
- 1907 — «Raha-auk» — «Денежная дыра»
- 1907 — «Uurimisel»
- 1908 — «Pikad sammud» — «Длинные шаги»
- 1909 — «Noored hinged» — «Молодые души»
- 1910 — «Üle piiri» — «За гранью» (в других переводах — «За чертой»)
- 1915 — «Poiss ja liblik» — «Мальчик и бабочка»
- 1915 — «Keelest ja luulest» — «О языке и поэзии»
- 1917 — «Kärbes» — «Муха»
- 1917 — «Varjundid» — «Формы теней»
- 1919 — «Sõjamõtted» — «Мысли о войне»
- 1921 — «Juudit» — «Юдифь»
- 1922 — «Kõrboja peremees» — «Хозяин усадьбы Кырбоя»
- 1923 — «Pöialpoiss» — «Карлик»
- 1924 — «Sic Transit» — «Так проходит»
- 1926—1933 — «Tõde ja õigus» — «Правда и справедливость»
- 1932 — «Meie rebane» — «Наша лисица»
- 1934 — «Elu ja armastus» — «Жизнь и любовь»
- 1935 — «Ma armastasin sakslast» — «Я любил немку»
- 1936 — «Kuningal on külm» — «Королю холодно»
- 1938 — «Hiina ja hiinlane» — «Китай и китайцы»
- 1939 — «Põrgupõhja uus Vanapagan» — «Новый Ванапаган из Пыргупыхья»; по роману в 1964 году студией «Таллинфильм» был снят фильм «Новый нечистый из преисподней».
  - в других переводах:
    - «Новый Нечистый из Самого Пекла»,
    - «Новый нечистый из пекла»,
    - «Новый нечистый из преисподней»).

  - Пролог и эпилог впервые опубликованы после смерти писателя, в 1953 году.

## Экранизации
На основе произведений Антона Таммсааре были сняты художественные фильмы: «Новый нечистый из преисподней» (1964), «Школа господина Мауруса (Индрек)» (по 2-й части «Правды и справедливости», 1976), «Хозяин Кырбоя» (1979), мультфильм «Весенняя муха» (1986). В 2019 г. вышел фильм «Правда и справедливость» по 1-й части эпопеи (реж. Т. Тоом).